# 115e brigade mécanisée
Pour les articles homonymes, voir 115e brigade.
La 115e brigade mécanisée (en ukrainien : 115-та окрема механізована бригада, abrégé en 115 ОМБр ; numéro d'unité militaire А4053) est une grande unité d'infanterie mécanisée de l'Armée de terre ukrainienne, levée dans l'oblast de Tcherkassy et dépendant du commandement opérationnel ouest.
L'unité ne doit pas être confondue avec la 115e brigade de défense territoriale (uk), qui est levée dans l'oblast de Jytomyr et dépend du commandement opérationnel nord.

## Historique
Le numéro 115 fait référence à une ancienne unité soviétique, la 115e division de fusiliers motorisés de la Garde, qui a tenu garnison à Loubny (dans l'oblast de Poltava) à partir de 1957, a été renumérotée 25e en 1964, puis est devenue ukrainienne en 1992 sous le nom de 25e division mécanisée, avant d'être transformée en dépôt d'armes et d'équipement en 2001, finalement dissous en 2003.
La 115e brigade ukrainienne est créée au printemps 2022, quelques semaines après le début de l'invasion russe. Sa formation se limite au mois de mars 2022, au village de Blagodatne (uk), dans l'oblast de Tcherkassy. Cette localité est sur la rive orientale du Dniepr : elle a porté le nom de Tchapaïevka (Чапаєвка) de 1923 à 2016 (kolkhoze à partir de 1929), en référence à la 25e division (qui y a stationné en 1920) dont l'ex commandant était Vassili Tchapaïev.

### Invasion russe de l'Ukraine

#### Création et bataille de Sievierodonetsk (mars - juin 2022)
La brigade est créée et formée dans l'oblast de Tcherkassy le 1er mars 2022, à la suite de l' invasion russe de l'Ukraine, et affectée au colonel Ihor Ivanov, ancien commandant de la 56e brigade motorisée. Contrairement à presque toutes les brigades mécanisées ukrainiennes, la 115e n'est pas initialement équipée de chars et se retrouve donc sans bataillon blindé pendant les deux premières années de la guerre. L'unité est engagée au combat pour la première fois à partir de la fin avril l'Est de l'Ukraine, participant à la défense de Sievierodonetsk. Leur zone de responsabilité traverse l'hôtel Mir et longe la forêt d'où avançent les Russes. La brigade est impliquée dans de violents combats urbains à l'intérieur de la ville. Fin mai, deux peletons et deux compagnie de la brigade aurait abandonné leurs positions sans autorisation autour de l'hôtel entraînant la conquête d'une partie du centre-ville par les troupes russes. Les soldats auraient été contraints de quitter leurs positions, détruites, par le déluge de feu russe. Le 24 mai, un peleton du 3e bataillon diffuse une vidéo où ils déclarent manquer d'équipements adaptés et d'appui suffisant et refuse de se battre. Toutefois, le commandant du bataillon explique qu'il s'agit de combattants volontaires et que le reste de l'unité est toujours au combat en dépit des conditions difficiles sur le champ de bataille. Après le retraite de Sievierodonetsk, la brigade combat quelques jours à Lyssytchansk. Elle est ensuite temporairement retiré du front.

#### Bataille d'Avdiïvka (août - novembre 2022)
À la mi-août, la brigade est redéployée dans le secteur d'Avdiïvka, protégeant le flanc sud de la ville, se positionnant dans les villages d'Opytne et Vodiane devant l'autoroute M30 à proximité de l'aéroport de Donetsk. Elle est confrontée à de violents combats et bombardements russes sur ses positions. Le 3 novembre, elle repousse un assaut mécanisée russe depuis l'aéroport détruisant plusieurs blindés. Après deux mois d'intenses combats, elle est retirée de la zone, remplacés par des unités d'Infanterie navale. Elle est envoyée en récupération dans l'oblast de Soumy.

#### Secteur de Koupiansk (août 2023 - mars 2024)
La brigade remonte en ligne en juillet 2023, elle tient la portion du front au nord du Koupiansk en soutien de la 14e brigade mécanisée. Elle défend l'avant poste du village de Synkivka. À la mi-octobre, elle a repoussé un assaut russe vers Syn'kivka, contre-attaquant plus tard et libérant certaines positions. En décembre, les forces russes passent à l'offensive dans le secteur tentant de capturer le village de Synkivka. La 115e reçoit le renfort de deux bataillons de la 30e brigade mécanisée avant laquelle est parvient à repousser les forces russes leur infligeant de lourdes pertes. À cette période, le 21e bataillon de fusiliers est rattachée à la brigade. Il sera plus tard transféré à la 61e brigade mécanisée de la steppe.

#### Offensive de Pokrovsk (avril - juin 2024)
La 115e brigade arrive à Otcheretyne en avril 2024 en rotation de la 23e brigade mécanisée alors que les Russes mènent une offensive dans la région de Pokrovsk. Elle se positionne autour du village de Novokalynove. Selon Mykola Melnyk, commandant de compagnie de la renommée 47e brigade mécanisée, la 115e a quitté ses positions sans autorisation, ce qui a conduit à une percée des forces russes sur le terrain. Le 23 avril 2024, les médias ukrainiens rapportent que les dirigeants de l'armée à Kyïv ont lancé une enquête pour découvrir la raison du départ non autorisé de la 115e brigade mécanisée. Cette version est ensuite contestée par la brigade qui affirme que ses hommes ont subi des attaques incessantes par des forces russes, 10 à 15 fois plus nombreuses, qui effectuaient des rotations, et qu'ils n'auraient pas abandonné leurs positions. Selon le site Militaryland, le « lynchage de la 115e brigade est injustifié et injuste ». D'après son fondateur, le village était défendu sur son flanc droit par la 115e et sur son flanc gauche par le 425e bataillon d'assaut. En son centre, seul le 59e bataillon de défense territoriale, faiblement équipé, était positionné. Selon lui, ce choix du commandement a entraîné la percée russe. La 115e brigade est ensuite remplacée dans le secteur par la 100e brigade mécanisée.

#### Secteur Svatove - Koupiansk (depuis juin 2024)
La brigade est renvoyée dans le nord du Donbass près de la forêt de Serebryansky. Toutefois, la poussée russe, plus au nord, oblige la brigade à se déplacer. Elle tente alors de contenir la progression russe sur le village de Makiïvka au cours du mois de juillet 2024. Elle est rapidement redéplacée vers Koupiansk où cette fois-ci les Russes ont atteint la rivière Oskil au niveau du village de Kolisnykivka.

## Compostion

### Structure
- État-major de la brigade, avec la compagnie de protection du QG ;
- 1er bataillon mécanisé
- 2e bataillon mécanisé
- 3e bataillon mécanisé
- 44e bataillon de fusiliers (Kiev, unité militaire A4049)
- Bataillon de chars ;
- Groupe d'artillerie de la brigade :
  - batterie de contrôle et d'acquisition de cibles ;
  - 1er bataillon (дивізіон)[15] d'artillerie automotrice ;
  - 2e bataillon d'artillerie automotrice ;
  - bataillon de lance-roquettes multiples (BM-21 Grad) ;
  - bataillon antichar (MT-12 Rapira) ;
- Bataillon antiaérien (avec des missiles sol-air) ;
- Bataillon de drones "Pathfinder"
- Compagnie de reconnaissance ;
- Bataillon du génie ;
- Bataillon logistique ;
- Compagnie de transmissions ;
- Bataillon de maintenance ;
- Compagnie de radar (désignation d'objectifs) ;
- Compagnie médicale (soins et évacuation) ;
- Compagnie de protection NBC[16].

Le  20e bataillon de fusiliers  (NUM A7104) était auparavant rattaché à la brigade.

### Équipement
La brigade avait la particularité de ne pas être équipé d'un bataillon de char tout comme la 110e brigade mécanisée. Ses bataillons de manœuvres sont équipés de M113, BMP-2, BWP-1 polonais, ses unités d'artillerie de d'obusier D-30 de 122 mm.